# Сомерсет, Елизавета, 3-я баронесса Герберт
Елизавета (Элизабет) Сомерсет (англ. Elizabeth Somerset), при рождении Елизавета Герберт (англ. Elizabeth Herbert; ок. 1476 — 1509/1513) — 3-я баронесса Герберт с 1491 года, единственная дочь Уильяма Герберта, 2-го графа Пембрука, от брака с Мэри Вудвилл.

## Биография
Елизавета происходила из знатного валлийского рода Гербертов, владения которого находились в Южном Уэльсе. Она была единственной дочерью Уильяма Герберта, 2-го графа Пембрука (позже - 1-го графа Хантингдона), от брака с Мэри Вудвилл, одной из дочерей Ричарда Вудвилла, 1-го графа Риверса, и Жакетты Люксембургской, сестрой Елизаветы Вудвилл, жены короля Эдуарда IV. Таким образом Елизавета была близкой родственницей королевской семьи. Её отец сохранил своё положение и при короле Генрихе VII.
Елизавета родилась около 1476 года. В 1491 году умер её отец. Поскольку сыновей у него не было, наследницей его владений в Уэльсе стала Елизавета, унаследовавшая также титул баронессы Герберт, однако графский титул она получить не смогла, поскольку там наследование было ограничено мужской линией. Опекуном её стал Генрих VII, выдавший её 2 июня 1492 года замуж за своего родственника Чарльза Сомерсета, незаконнорожденного сына Генри Бофорта, 3-го герцога Сомерсета. Около 1496 года родился её единственный сын Генри. В октябре 1503 года Чарльз был вызван в английский парламент в качестве барона Герберта.
Елизавета умерла между 29 января 1509 года и 21 марта 1513 года и была похоронена в часовне Св. Георгия Виндзорского замка. Её владения были переданы мужу, который в 1507 году унаследовал ещё и владения дяди жены, сэра Уолтера Герберта. Благодаря наследству жены Чарльз Сомерсет стал самым могущественным землевладельцем в Южном Уэльсе. Позже он получил титул графа Вустера.

## Брак и дети
Муж: с 2 июня 1492 Чарльз Сомерсет (ок. 1460 — 15 апреля 1526), 1-й граф Вустер с 1514. Дети:
- Генри Сомерсет (ок. 1496 — 26 ноября 1549), 4-й барон Герберт с 1509/1513, 2-й граф Вустер с 1526[4].